# Municipalitate (Mexic)

Harta Mexicului, indicând toate cele 2.457 de municipalități ale țării

O municipalitate (în spaniolă: municipio) este o subdiviziune administrativ-teritorială de ordin doi a Mexicului, precum plășile interbelice ale României Mari, raportate la județele interbelice. O municipalitate din Mexic nu este un oraș, dar are ca reședință a sa o localitate urbană, de multe ori omonimă toponimic cu municipalitatea pe care o guvernează.
O municipalitate din Mexic nu este similară cu localitățile urbane de ordin întâi din România, precum municipiile Brașov sau Iași. Noțiunea de municipalitate, cel mai des utilizată în limba română, se referă strict la organigrama conducerii unui municipiu din România. 
A se remarca că, deși adesea numele orașului care este reședința unei municipalități este omonim cu cea a municipalității, cele două sunt entități teritoriale, administrative și organizatorice distincte.
Numărul de municipalități, într-un stat al Mexicului, variază, de la „doar” 5 (cinci) în statele Baja California și Baja California Sur, până la 570 (cincisute șaptezeci) în statul Oaxaca (statul mexican ce este astfel „campion absolut”). În prezent, în Mexic sunt 2.457 de municipalități, cu o populație medie de 45.616 de locuitori per municipalitate.

## Numărul de municipalități după stat
| #  | Stat                | Număr de municipii |
| 01 | Aguascalientes      | 11                 |
| 02 | Baja California     | 5                  |
| 03 | Baja California Sur | 5                  |
| 04 | Campeche            | 11                 |
| 05 | Chiapas             | 122                |
| 06 | Chihuahua           | 67                 |
| 07 | Coahuila            | 38                 |
| 08 | Colima              | 10                 |
| 09 | Durango             | 39                 |
| 10 | Guanajuato          | 46                 |
| 11 | Guerrero            | 81                 |
| 12 | Hidalgo             | 84                 |
| 13 | Jalisco             | 125                |
| 14 | México              | 125                |
| 15 | Michoacán           | 113                |
| 16 | Morelos             | 33                 |
| 17 | Nayarit             | 20                 |
| 18 | Nuevo León          | 51                 |
| 19 | Oaxaca              | 570                |
| 20 | Puebla              | 217                |
| 21 | Querétaro           | 18                 |
| 22 | Quintana Roo        | 10                 |
| 23 | San Luis Potosí     | 58                 |
| 24 | Sinaloa             | 18                 |
| 25 | Sonora              | 72                 |
| 26 | Tabasco             | 17                 |
| 27 | Tamaulipas          | 43                 |
| 28 | Tlaxcala            | 60                 |
| 29 | Veracruz            | 212                |
| 30 | Yucatán             | 106                |
| 31 | Zacatecas           | 58                 |